# Micropsectra lincki
Micropsectra lincki är en tvåvingeart som först beskrevs av Jean-Jacques Kieffer 1911.  Micropsectra lincki ingår i släktet Micropsectra och familjen fjädermyggor. Inga underarter finns listade i Catalogue of Life.